# Israel Discount Bank
Israel Discount Bank Ltd é um banco comercial israelense, sediado em Tel Aviv.

## História
O banco foi estabelecido em 1935, pelo fundador Leon Recanati.